# XX Tauri
XX Tauri eller Nova Tauri 1927 var en nova i stjärnbilden  Oxen.
Novan upptäcktes den 30 september 1927 de tyska astronomerna Arnold Schwassmann och Arno Arthur Wachmann. XX Tauri nådde magnitud +6,0 i maximum och avklingade sedan snabbt.